# Mihovil Španja
Mihovil Španja (Ragusa, 20 aprile 1984) è un nuotatore croato.
Nel 2021 è stato nominato dal HPO miglior sportivo paralimpico del decennio.

## Palmarès
| Anno | Manifestazione       | Sede          | Evento                | Risultato | Prestazione | Note           |
| ---- | -------------------- | ------------- | --------------------- | --------- | ----------- | -------------- |
| 2002 | Mondiali paralimpici | Mar del Plata | 100 m dorso S8        | Argento   | 1'13"36     |                |
| 2002 | Mondiali paralimpici | Mar del Plata | 400 m stile libero S8 | Bronzo    | 4'56"04     |                |
| 2004 | Giochi paralimpici   | Atene         | 100 m dorso S8        | Bronzo    | 1'13"49     |                |
| 2004 | Giochi paralimpici   | Atene         | 200 m misti SM8       | Bronzo    | 2'39"62     |                |
| 2004 | Giochi paralimpici   | Atene         | 400 m stile libero S8 | Bronzo    | 4'48"88     |                |
| 2006 | Mondiali paralimpici | Durban        | 100 m dorso S8        | Bronzo    | 1'12"92     |                |
| 2009 | Europei paralimpici  | Reykjavík     | 100 m dorso S7        | Argento   | 1'14"10     |                |
| 2009 | Europei paralimpici  | Reykjavík     | 100 m rana SB6        | Oro       | 1'27"46     |                |
| 2009 | Europei paralimpici  | Reykjavík     | 200 m misti SM7       | Argento   | 2'38"56     | Record europeo |
| 2009 | Europei paralimpici  | Reykjavík     | 400 m stile libero S7 | Oro       | 4'56"54     |                |
| 2010 | Mondiali paralimpici | Eindhoven     | 100 m dorso S7        | Argento   | 1'12"86     |                |
| 2010 | Mondiali paralimpici | Eindhoven     | 100 m rana SB6        | Oro       | 1'25"11     |                |
| 2010 | Mondiali paralimpici | Eindhoven     | 200 m misti SM7       | Argento   | 2'37"32     |                |
| 2010 | Mondiali paralimpici | Eindhoven     | 400 m stile libero S7 | Oro       | 4'47"39     |                |
| 2012 | Giochi paralimpici   | Londra        | 100 m dorso S7        | Bronzo    | 1'12"53     |                |